# ゾンダーコマンド・ノルト
ゾンダーコマンド・ノルト（ドイツ語: Sonderkommando Nord）は、第二次世界大戦中にナチス・ドイツの親衛隊保安部（SD）が編成した特殊部隊。ラップランド戦争最中のフィンランドにおいて、親独派抵抗運動の指導・援護を行った。

## 背景
第二次世界大戦中、フィンランドは常にドイツ側諜報機関、すなわちSD及び国防軍情報部（アプヴェーア）の関心の対象であった。在フィンランドのSD組織はアラリッヒ・ブロス親衛隊少佐が、アプヴェーア組織はアレクサンダー・ケラリオス海軍中佐がそれぞれ指揮した。
1944年2月、アプヴェーアの解体に伴いフィンランドにおける2つの諜報組織はブロス少佐の元に統一され、彼はフィンランド方面主任情報将校となった。またこの際にフィンランドにおける親独派抵抗運動の統一を命じられている。8月には元フィンランド国防軍将校らを指導者として主要抵抗運動を統合した独立戦争前線軍人協会（Vapaussodan Rintamamiesten Liiton）が編成された。

## 歴史
1944年9月2日、フィンランドは枢軸国からの離脱を表明し、ドイツ軍部隊には一週間以内にフィンランド南部から撤退する事が要求され、まもなくしてラップランド戦争が勃発する。ドイツ当局では確立されたフィンランドにおける情報網、特に抵抗運動との連絡網を維持するべく、ゾンダーコマンド・ノルト（Sonderkommando Nord）と呼ばれる新たな部隊の編成に着手した。この部隊は、エルンスト・カルテンブルンナー長官の国家保安本部（RSHA）から直接指揮された。ブロス少佐は同部隊の参謀長に就任した。
本部はウーゼドム島のペーネミュンデ研究所近くに設置された。隊員は武装親衛隊のフィンランド人義勇兵やラップランド戦争におけるフィンランド人捕虜などから選出された。フィンランド本土とのコミュニケーションは無線通信及びUボートによって為された。末期には多くの抵抗運動がドイツの指揮下を離れ活動していたが、少なくとも1945年4月まで連絡拠点は維持されていた。1945年5月8日、ドイツの降伏によって部隊は解散した。

## 宣伝戦及び特殊任務
ゾンダーコマンド・ノルトでは自由フィンランド放送（Vapaa Suomi）と呼ばれるフィンランド語のラジオニュースを発信していた。ラップランド戦争中にはドイツへの協力と赤軍への反抗がここで訴えられた。フィンランド向け伝単の作成もゾンダーコマンド・ノルトが担当していた。1945年1月17日、ブロス少佐はストックホルムにおけるフィンランド枢軸派亡命政権の設置などを提案したが、現地抵抗運動を代表するヨハン・ファブリティウス元中佐はこれを断っている。
ゾンダーコマンド・ノルトでは、1945年2月から暗号通信に関する諸訓練などフィンランド本土における諜報活動を想定した訓練を開始した。これらの隊員は様々な手段で募集され、例えばラップランド戦争における戦争捕虜であったり、自主的にドイツ側に転じたフィンランド義勇兵であった。さらにドイツ占領下のノルウェー・コンスヴィケニン要塞（Kongsvikenin）では元将校や義勇兵の一部、元商船乗組員や技術者などが武装親衛隊士官としての教育を受けた。
第1猟兵連隊「オットー・スコルツェニー少佐」（Majuri Otto Skorzenyn Jagdregiment 1-rykmenttiin）は、ノイシュトレーリッツにて武装SSフィンランド義勇兵旅団を元に編成された。この部隊では特殊任務に関する訓練が想定されていたものの、十分な訓練を行う余裕もなく、多くは現地の通信教育員として活動した。隊員の一部はフィンランドへの派遣が間に合わず、終戦までノルウェーで活動した。
ゾンダーコマンド・ノルトに所属した隊員で最も有名なのはラウリ・トルニ大尉であろう。トルニは1945年1月からドイツにて破壊活動の訓練を受け、フィンランドや東部戦線各地で活動した。また彼は戦後になって対独協力を理由に反逆者とされ、懲役6年と市民権剥奪4年を言い渡された上、軍階級を剥奪されている。

## フィンランドにおける抵抗運動
フィンランド本土における抵抗運動は、ファブリティウス元中佐が指導し、哲学博士ビホ・ヘラネンやセッポ・ヘイッキラ元中尉（Seppo Heikkilä）、技術者カリ・スントム（Kari Sundholm）、ジャーナリストのカルリ・ヤンソン（Karl Jansson）が幹部を務めた。彼らはクリスチーネスタッドに本拠地を置いた。
フィンランドにおける抵抗運動は通信管区の都合で、クリスチーネスタッドの組織とデンマーク人のトラフ・クーレが指揮するヘルシンキの組織に分割されていた。彼らはフィンランドとスウェーデンを主な活動範囲としており、多くのゾンダーコマンド・ノルトのエージェントがスウェーデンを経由してフィンランドへの密入国を繰り返していた。